# Aandeelhouderswaarde
Met de term aandeelhouderswaarde wordt gedoeld op de waarde die een bedrijf weet te creëren. De aandeelhouderswaarde komt tot uitdrukking in de beurskoers en het dividend, dat wordt uitgekeerd. Als een bedrijf voldoende aandeelhouderswaarde weet te creëren stelt het hiermee de aandeelhouders tevreden.

## Opkomst
Het genereren van aandeelhouderswaarde is in de tegenwoordige economie een van de primaire functies van een onderneming. Deze situatie heeft echter niet altijd zo bestaan. In de periode net na de Tweede Wereldoorlog waren het vooral managers die de meeste macht hadden over een onderneming.
In de jaren 60 en 70 van de twintigste eeuw begon aandeelhouderswaarde pas een rol van betekenis te spelen. Vanaf 1980, toen de Amerikaanse economie zich in een diepe recessie bevond, nam de betekenis van aandeelhouderswaarde snel toe. Deze verandering werd gedragen door een kapitaalkrachtige buitenstaanders, ‘raiders,’ die middels ‘vijandige’ overnames ondergewaardeerde bedrijven overnamen of dreigden over te nemen, te herstructureren en in onderdelen of als geheel weer door te verkopen. Bij deze (dreigende) overnames keerden zij zich scherp tegen het zittende management in naam van de aandeelhouders en ten behoeve van het vergroten van ‘aandeelhouderswaarde,’ dat zij propageerden als het enig legitieme doel van ondernemingen.
Dat betrekkelijke buitenstaanders op deze manier konden optreden, werd mogelijk door twee ontwikkelingen. Ten eerste hadden veel van deze ‘raiders’ tijdens de oliecrises grote kapitalen verdiend, terwijl andere bedrijven juist een sterke economische teruggang doormaakten en op de beurs ondergewaardeerd waren. Voor zover ‘raiders’ niet zelf over relatief grote sommen geld beschikten, wisten ze deze aan te trekken door nieuwe financieringstechnieken (zoals de zogenoemde junk bonds, laag gewaardeerde en traditioneel moeilijk verhandelbare bedrijfsobligaties). Ten tweede maakte de deregulering die de Amerikaanse overheid in gang had gezet vijandige overnames veel eenvoudiger dan ze voorheen waren.
Publieke pensioenfondsen toonden in eerste instantie de meeste belangstelling voor de financiële operaties van ‘raiders.’ Om te kunnen delen in de lucratieve opbrengsten hiervan organiseerden zij zich vanaf 1985 op basis van een programma, waarin het vergroten van aandeelhouderswaarde centraal stond. Daardoor verschoof de machtsbalans tussen aandeelhouders en managers op beslissende wijze in het voordeel van de eerste groep. Doordat het management zich in ruil voor beloningsvoordelen snel aanpaste aan de nieuwe verhoudingen werd het creëren van aandeelhouderswaarde verheven tot de voornaamste doelstelling van het ondernemingsbestuur in de Verenigde Staten.
De opkomst en vroege verspreiding van aandeelhouderswaarde in de Verenigde Staten kunnen theoretisch het best begrepen worden op grond van een relationele analyse van het veld waarin Amerikaanse ondernemingen zijn ingebed. Centraal in de dynamiek hiervan waren de verschuivende machtsverhoudingen tussen uiteenlopende groepen als gevolg van de economische crisis rond 1980. De lucratieve operaties van individuele ‘raiders’ werden onder de regering Reagan een voorbeeld voor publieke pensioenfondsen, die eveneens weinig bindingen hadden met het zittende management en die zich benadeeld achtten doordat alleen ‘raiders’ profiteerden van de aangekondigde overnames en andere aandeelhouders niet. De spanning tussen ‘raiders’ en publieke pensioenfondsen leidde tot organisatievorming onder de publieke pensioenfondsen en de nieuwe Council of Institutional Investors (1985) kon snel toonaangevend worden doordat het management een profijtelijke manier vond om zich aan te passen aan de nieuwe verhoudingen. Daarmee werd de nieuwe alliantie van grootaandeelhouders en topmanagers rond het creëren van aandeelhouderswaarde maatgevend voor het beleid van beursgenoteerde ondernemingen.